# Resolució 1934 del Consell de Seguretat de les Nacions Unides
La Resolució 1934 del Consell de Seguretat de les Nacions Unides fou adoptada per unanimitat el 30 de juny de 2010. Després de considerar un informe del Secretari General de les Nacions Unides sobre la Força de les Nacions Unides d'Observació de la Separació (UNDOF) i reafirmant la resolució 1308 (2000), el Consell va ampliar el seu mandat per un període de sis mesos més fins al 31 de desembre de 2010.
El Consell de Seguretat va demanar la implementació de la Resolució 338 (1973) que exigia la celebració de negociacions entre les parts per a la solució pacífica de la situació a l'Orient Mitjà. Acull amb satisfacció els esforços de la UNDOF per implementar la política de tolerància zero sobre l'esclavitud i l'abús sexual. En el moment de l'adopció de la Resolució 1934, la UNDOF estava dirigida pel filipí Natalio Ecarma III.
Finalment, es va demanar al Secretari General que informés abans del final del mandat de la UNDOF sobre les mesures per aplicar la Resolució 338 i l'evolució de la situació. La UNDOF va ser creada el 1974 per la Resolució 350 per supervisar l'alto el foc entre Israel i Síria. L'informe del secretari general de conformitat amb la resolució anterior sobre la UNDOF va indicar que la situació a l'Orient Mitjà es mantindria tibant fins que es pogués assolir un acord.